# تشارلز رادين
تشارلز رادين (بالإنجليزية: Charles Radin)‏ (و. 1945 – م) هو رياضياتي، وفيزيائي من الولايات المتحدة الأمريكية .
وهو عضواً في الجمعية الرياضياتية الأمريكية .

## التعليم
تعلم في City College of New York، وجامعة روتشستر

## مناصب وهيئات
أدار جامعة تكساس، أوستن.